# Camilla Hellquist
Camilla Hellquist, född 1968, är en svensk skådespelare och stuntman.

## Filmografi
- 1996 – Anna Holt – polis (TV-serie)
- 1996 – Ellinors bröllop
- 1997 – Tic Tac
- 1998 – Aspiranterna (TV-serie)
- 2001 – Blå måndag
- 2001 – Skilda världar (TV-serie)